# Tonio Arango
Tonio Arango (* 31. Januar 1963 in Berlin) ist ein deutscher Schauspieler.

## Leben
Arango wurde als Sohn einer Deutschen und eines Kolumbianers geboren und wuchs mit seinem Bruder Sascha in Berlin-Wilmersdorf auf. Er studierte am renommierten Max-Reinhardt-Seminar in Wien, das er von 1986 bis 1990 besuchte. 
Danach spielte und spielt er an verschiedenen renommierten Bühnen in Berlin, Hamburg, Bochum, Düsseldorf, Köln, Zürich und Wien.
In Oskar Roehlers Film Die Unberührbare spielte Arango 2000 neben Hannelore Elsner in der Rolle des Ronald mit. 2007 fiel er in der Rolle des NS-Juristen Heinrich Graf von Gernstorff neben Maria Furtwängler im Fernsehzweiteiler Die Flucht erstmals einem großen Publikum auf.

## Filmografie (Auswahl)
- 1998: Natalie III – Babystrich online
- 1998: Opernball
- 1998: Schimanski: Rattennest (Fernsehreihe)
- 1999: No Sex
- 1999: Alles Bob!
- 2000: Die Unberührbare
- 2000: Sophie – Sissi’s kleine Schwester
- 2000: Die Kommissarin (Fernsehserie, 1 Folge)
- 2000–2018: Alarm für Cobra 11 – Die Autobahnpolizei (Fernsehserie, verschiedene Rollen, 4 Folgen)
- 2002–2006: Blond: Eva Blond! (Fernsehserie, 6 Folgen)
- 2003: Tatort: Mutterliebe (Fernsehreihe)
- 2005: Ein starkes Team: Lebende Ziele (Fernsehreihe)
- 2007: Die Flucht
- 2007: Der Staatsanwalt (Fernsehserie, Folge Erzfeinde)
- 2007: Tatort: Investigativ
- 2008: Buddenbrooks
- 2009: Pink
- 2010: Tatort: Borowski und der vierte Mann
- 2010: Stolberg (Fernsehserie, Folge Eine Frage der Ehre)
- 2012: Baron Münchhausen
- 2012: Offroad
- 2013: Tatort: Die chinesische Prinzessin
- 2014: Polizeiruf 110: Eine mörderische Idee (Fernsehreihe)
- 2014: Sechse kommen durch die ganze Welt (Märchen aus der 7. Staffel der TV-Serie Sechs auf einen Streich)
- 2015: Letzte Spur Berlin (Fernsehserie, Folge Ausgeträumt)
- 2015: Wo kein Licht (Fernsehreihe)
- 2016: Der Urbino-Krimi: Die Tote im Palazzo (Fernsehreihe)
- 2016: Der Urbino-Krimi: Mord im Olivenhain
- 2016: Shakespeares letzte Runde
- 2019: Matula – Tod auf Mallorca
- 2019: Flucht durchs Höllental
- 2020: Spy City (Fernsehserie, 5 Folgen)
- 2021: Wir Kinder vom Bahnhof Zoo (Fernsehserie)
- 2023: Conti – Meine zwei Gesichter
- 2023: Der Greif (Fernsehserie)
- 2024: Der phönizische Meisterstreich

## Theater
- 1986–1984: Gauklermärchen, Junges Theater, Berlin
- 1986–1984: Schuld und Sühne, Junges Theater, Berlin
- 1991–1990: Wintermärchen, R: Luc Bondy, Schaubühne, Berlin
- 1992–1991: Die Möwe, R: H. Wickert, Theater Konstanz
- 1994–1992: Heute wird improvisiert, R.: David Mouchtar-Samourai, Schauspielhaus Düsseldorf
- 1994–1992: Sommernachtstraum, R: David Mouchtar-Samourai, Schauspielhaus Düsseldorf
- 1994–1992: Sommergäste, R: David Mouchtar-Samourai, Schauspielhaus Düsseldorf
- 1994–1992: Rabenthal, R: Urs Troller, Schauspielhaus Düsseldorf
- 1994–1992: Troilus und Cressida, R.: David Mouchtar-Samourai | Schauspielhaus Düsseldorf
- 1994–1992: Hedda Gabler, R: D. Altenberg, Schauspielhaus Düsseldorf
- 1994–1992: Der neue Menoza, Schauspielhaus Düsseldorf
- 1995: Kasimir und Karoline, R: U. Troller, Schauspielhaus Düsseldorf
- 1996: Joko feiert seinen Jahrestag, R: Barbara Bilabel, Schauspielhaus Hamburg
- 1996: Liebe! Stärke! Mitgefühl!, R: Gustav-Peter Wöhler, Schauspielhaus Hamburg
- 1997: Liebelei, R: Volker Hesse, Theater am Neumarkt, Zürich
- 2001–2000: Helges Leben, R: Niklaus Helbling, Schauspielhaus Bochum
- 2002–2001: Krazy Kat, R: Niklaus Helbling, Theaterhaus Gessnerallee, Zürich
- 2002: Bad Hotel, R: Niklaus Helbling, Theaterhaus Gessnerallee, Zürich
- 2003: Die Dreigroschenoper, R: Leopold Huber, Neues Stadttheater Bozen
- 2003: Torquato Tasso, R: Niklaus Helbling, Schauspiel Köln
- 2004: Imago, R: Torsten Fischer, Schauspiel Köln
- 2004: Mephisto, R: Torsten Fischer, Volkstheater Wien
- 2005: Biedermann und die Brandstifter, R: Torsten Fischer, Schauspiel Köln
- 2005: Mutters Courage, R: Torsten Fischer, Schauspiel Köln
- 2006: Wünsch dir was, R: Niklaus Helbling, Schauspielhaus Zürich, Musical
- 2008: Miss Sara Sampson, R: Niklaus Helbling, Schauspielhaus Zürich
- 2010: Wohltäter, R: Kai Wessel, Hamburger Kammerspiele
- 2011: Drei Schwestern, R: Thorsten Fischer, Theater in der Josefstadt, Wien
- 2012: Mein Kampf, R: Thorsten Fischer, Ernst-Deutsch-Theater, Hamburg
- 2013: Joseph und seine Brüder – Die Berührte, R: Günter Krämer, Theater in der Josefstadt, Wien[4]
- 2014: Wir lieben und wissen nichts, R: Thorsten Fischer, Renaissance-Theater, Berlin
- 2014: Die Kameliendame, R.: Thorsten Fischer, Theater in der Josefstadt, Wien
- 2016: Die kleinen Füchse, R.; Thorsten Fischer, Theater in der Josefstadt, Wien

• 2017: Maria Stuart, Regie: Günter        Krämer, Theater in der Josefstadt,        Wien
• 2017: Lenya Story, Regie: Torsten        Fischer. Theater in der Josefstadt,        Wien und 2019 im Renaissance        Theater, Berlin
•  2018: Im weissen Rössl am          Wolfgangsee, Regie: Torsten          Fischer | Renaissance-Theater,          Berlin

## Hörbücher
- Daniel Defoe: Robinson Crusoe, Der Audio Verlag, Berlin 2009, ISBN 978-3-89813-868-0 (Hörspiel, 1 CD, 50 min)

## Hörspiele und Feature (Auswahl)
- 2004: Andreas Knaup: Wash and Kill (Arzt) – Regie: Klaus-Michael Klingsporn (Kriminalhörspiel – DLR)
- 2007: Rosvita Krausz: Alles wird gut – Regie: Sabine Ranzinger (DKultur)
- 2008: Mario Göpfert: Steppenwind und Adlerflügel (nach dem Kinderbuch von Xavier-Laurent Petit) – Regie: Christine Nagel (Kinderhörspiel – DKultur)
- 2011: Katharina Schmitt: SAM – Regie: Martin Schulze (Hörspiel – DKultur)
- 2020: Robert Harris: Der zweite Schlaf (Paul Fisher/Bauer) – Regie: Leonhard Koppelmann (Hörspielbearbeitung – HR/Der Hörverlag)